# Viola renifolia
Viola renifolia är en violväxtart som beskrevs av Asa Gray. Viola renifolia ingår i släktet violer, och familjen violväxter. Utöver nominatformen finns också underarten V. r. renifolia.

## Bildgalleri

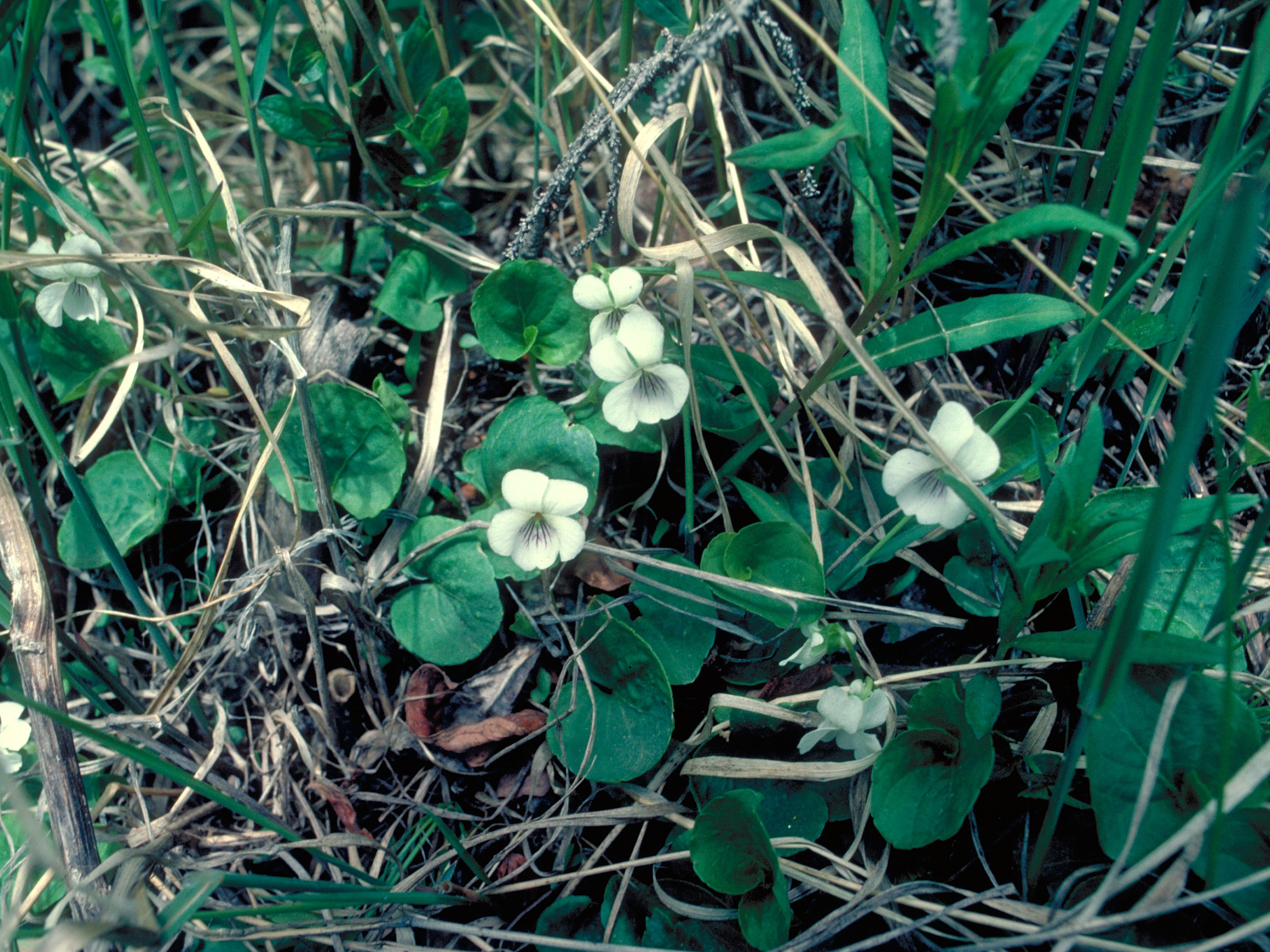